# Keikogi

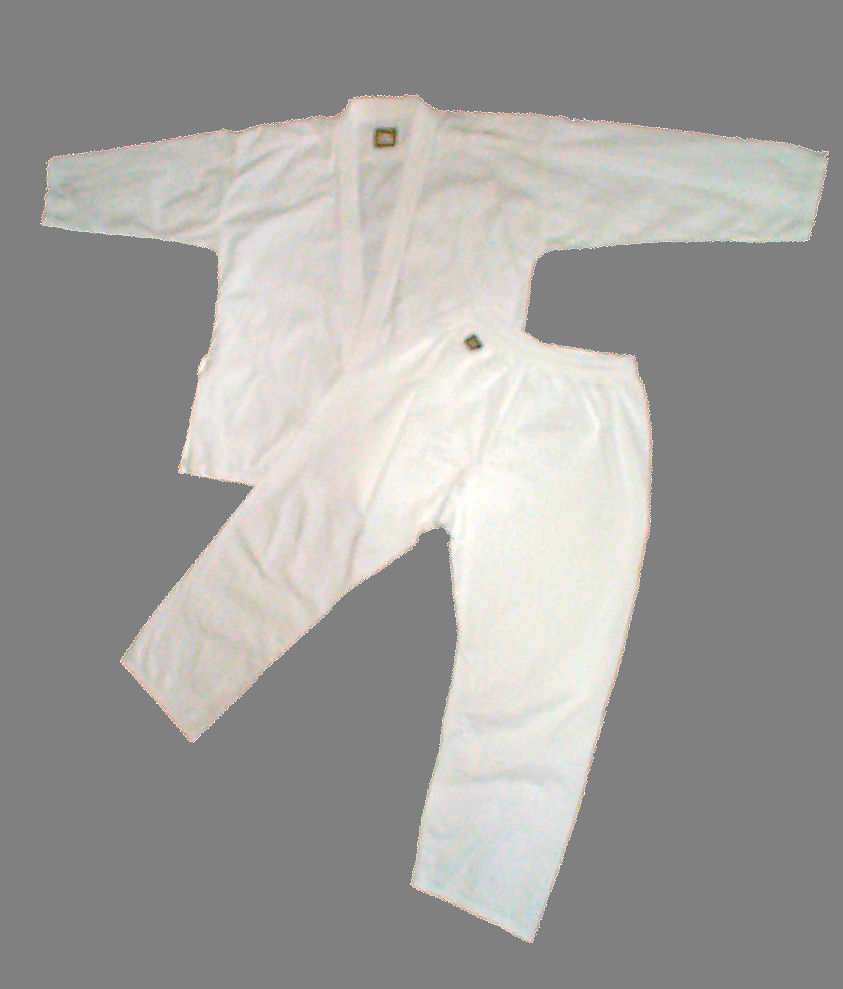
Un keikogi, ovvero una giacca (uwagi) e un paio di pantaloni (zubon), di solito indossato con una cintura colorata obi.

Il keikogi o dogi (稽古着 o 稽古衣?) è un'uniforme per l'allenamento utilizzata nelle arti marziali giapponesi, budō. Il termine significa "uniforme di allenamento" (da keiko, "pratica", e gi, "vestito"). Spesso "keiko" viene sostituito con il nome dell'arte marziale specifica.
Diverse arti marziali hanno differenti tipi di keikogi:
- Aikidogi (合気道着 o 合気道衣, uniforme per Aikidō)
- Jūdōgi (柔道着 o 衣, uniforme per Jūdō)
- Jujutsugi (柔術着 o 柔術衣, uniforme per jujutsu)
- Karate gi (空手着 o 空手 衣, uniforme per Karate)
- Dogi uniforme per il (kudo daido juku)
- Kendogi (剣道着 o 剣道衣, uniforme per Kendō)
- Shinobi shozoku (uniforme per Ninjutsu)
- Brazilian Jiu-jitsu gi (uniforme per BJJ)